# Dendromus mystacalis
Dendromus mystacalis és una espècie de mamífer rosegador de la família dels nesòmids. Viu a Angola, la República Democràtica del Congo, Etiòpia, Kenya, Lesotho, Malawi, Moçambic, Ruanda, Sud-àfrica, Eswatini, Tanzània, Uganda, Zàmbia i Zimbàbue. El seu hàbitat natural són els mosaics d'herbassar i sabana. És una espècie en risc mínim, és a dir, no sembla que hi hagi cap amenaça significativa per a la seva supervivència. El seu nom específic, mystacalis, significa ‘de bigotis’ en llatí.